# Monte Grosso (Alpi Liguri)
Il Monte Grosso (2.007 m s.l.m.) è la prima montagna delle Alpi Liguri di altezza superiore ai 2000 metri che si incontra arrivando da est.
È situata in comune di Garessio (CN).

## Descrizione

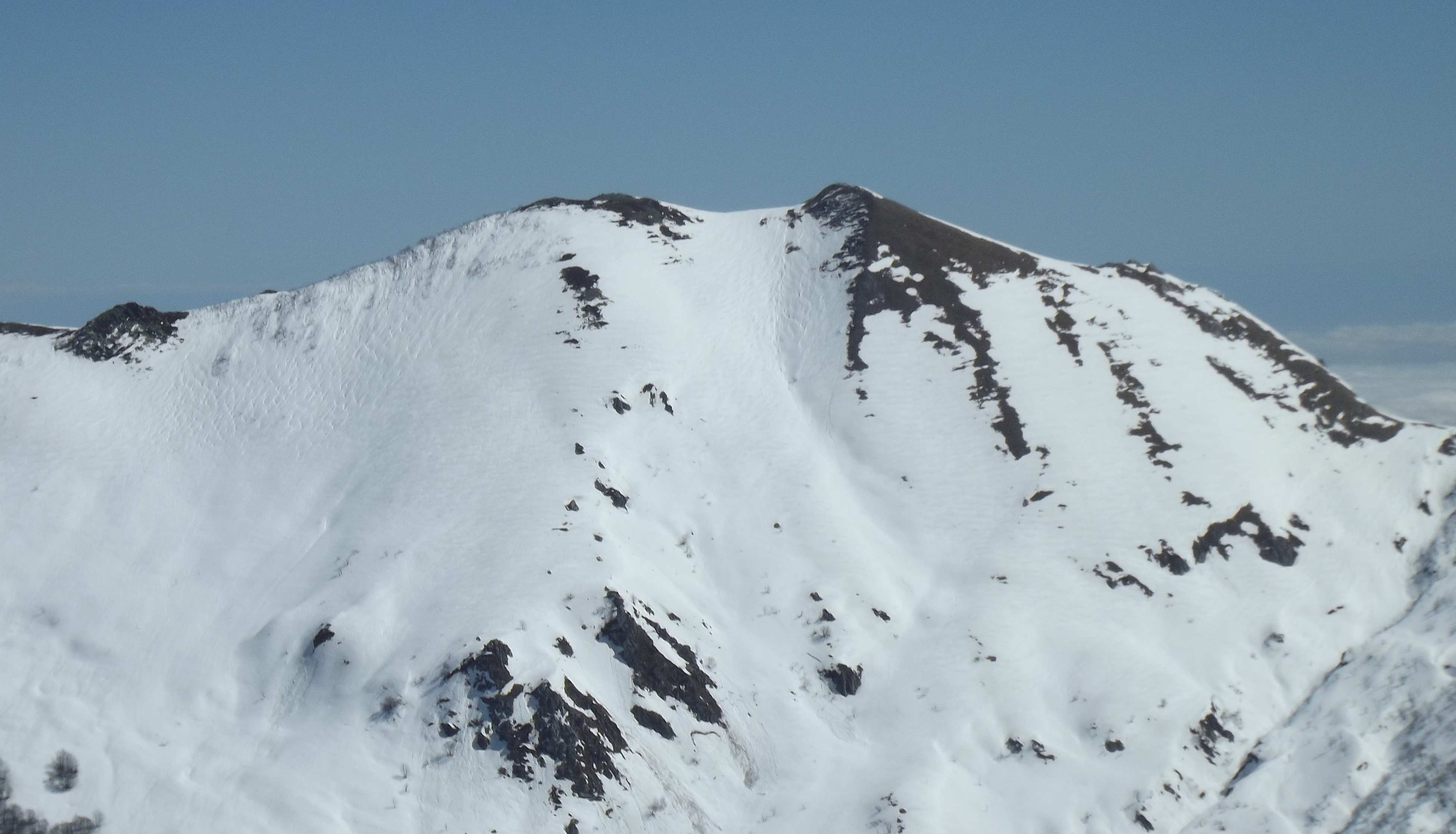
Vista dal vicino monte Baussetti.

La montagna è situata sullo spartiacque Tanaro/Casotto; verso sud la marcata insellatura della Colla Bassa (1851 m) la separa dal Monte Antoroto. La sua prominenza topografica è di 156 metri.
Lo spartiacque a nord del Monte Grosso si biforca invece per dare origine al breve contrafforte del Monte Mussiglione (1.945 m), che divide il Vallone di Valcalda dal solco principale della Val Casotto.
La catena principale prosegue invece piegando verso nord-est e scende prima al Monte Berlino (1.774 m) e poi alla Colla di Casotto (1.379 m); in questa zona sono presenti gli impianti di risalita della stazione sciistica Garessio 2000.
La parte sommitale del Monte Grosso è bifida ed è caratterizzata da due rilievi arrotondati di quota pressoché eguale e che distano tra loro circa 150 metri.

## Accesso alla cima

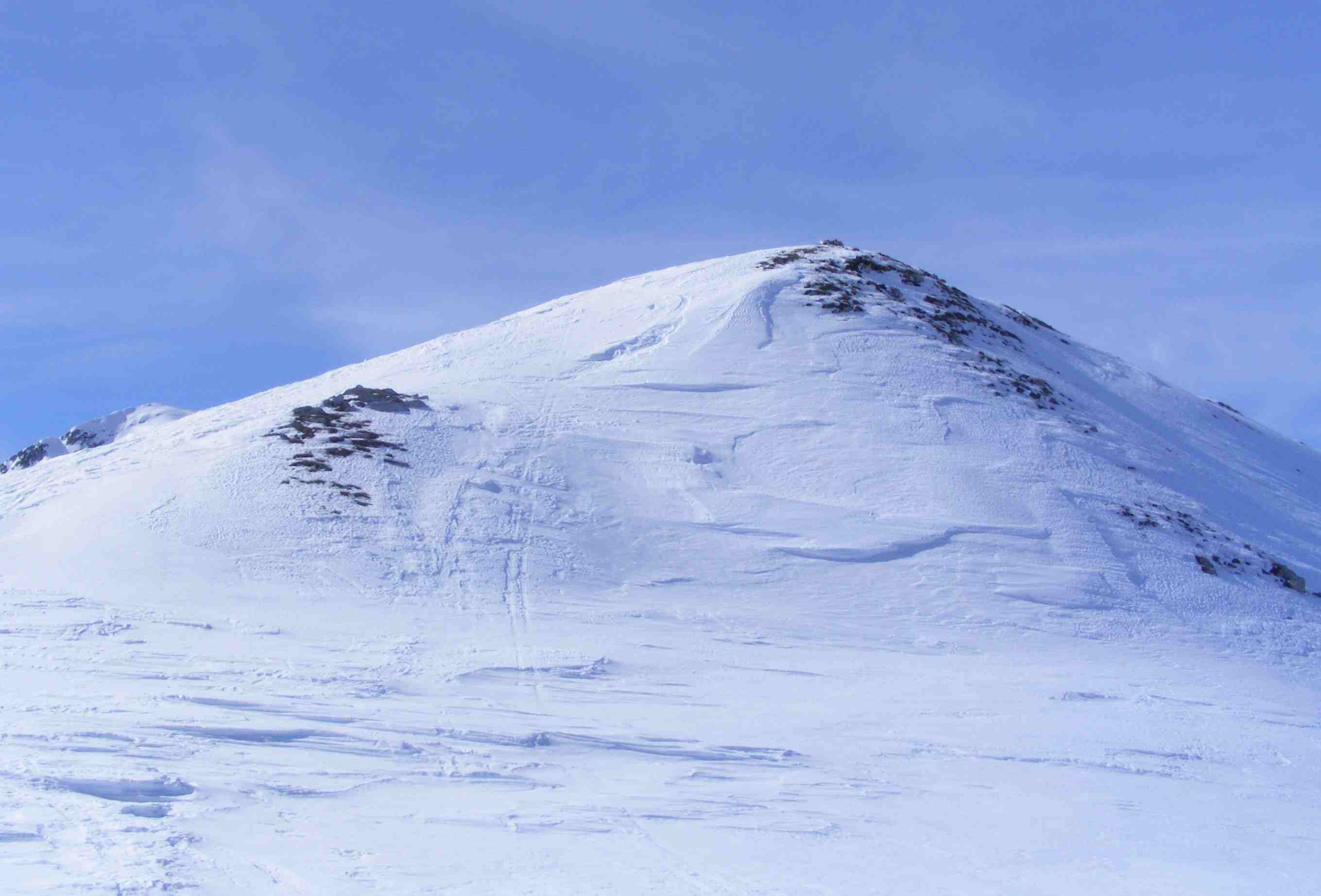
Il Monte Grosso e, a sinistra, il monte Antoroto

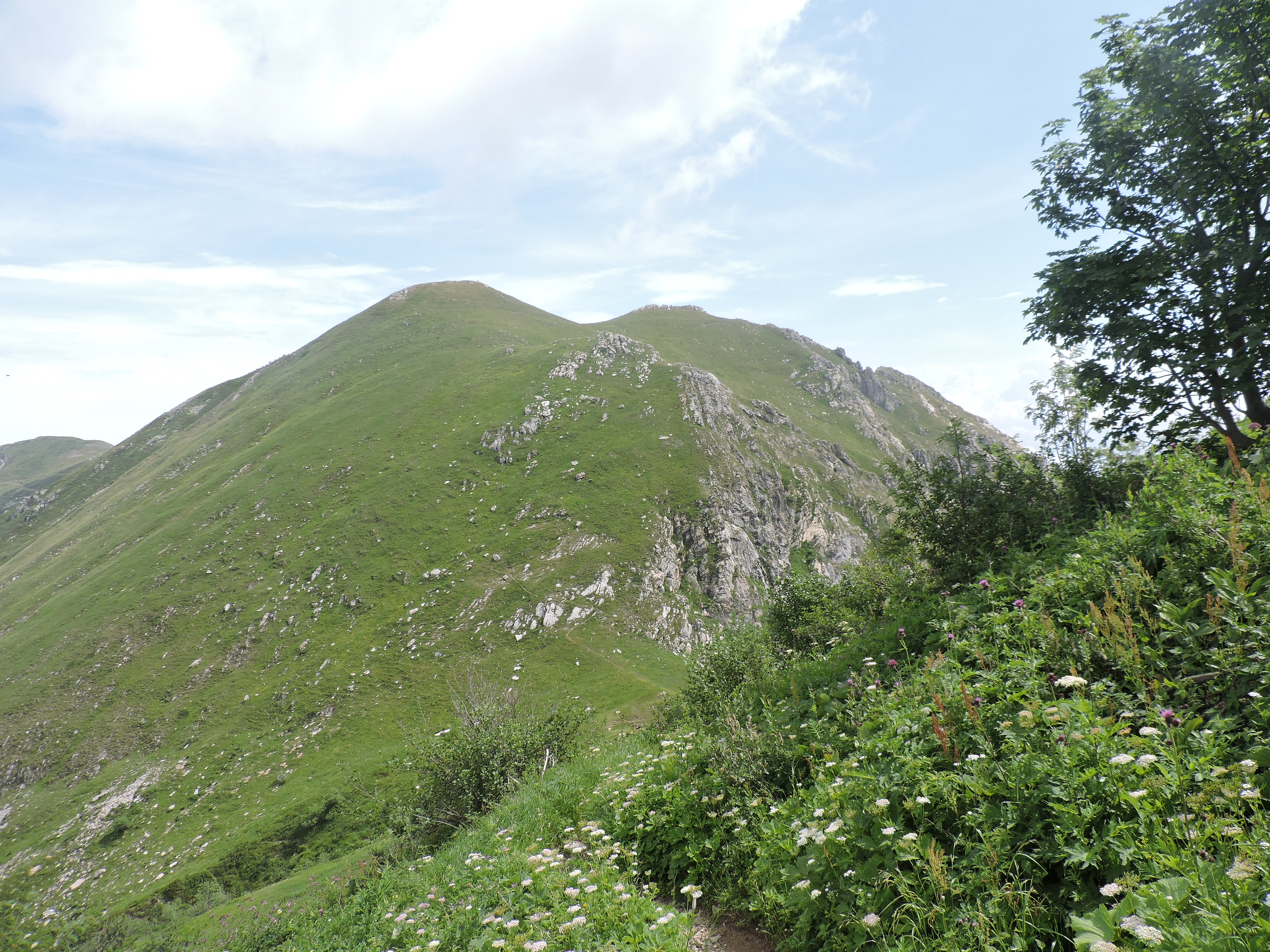
Il Monte Grosso dal crinale est del monte Antoroto.

La via di salita più comoda al Monte Grosso è quella che, partendo dalla Colla di Casotto, transita per il Monte Berlino e raggiunge la montagna per la cresta settentrionale. D'inverno lo stesso itinerario è percorribile senza particolari difficoltà con gli sci o con le ciaspole.
Come dalle altre cime della zona il panorama è vastissimo; in questo caso la vista è però limitata verso sud-ovest dalla mole del vicino monte Antoroto.